# Batalla de Bibracte
La batalla de Bibracte fue el primer gran enfrentamiento de la Guerra de las Galias, en que combatieron los ejércitos de la República romana, liderados por Julio César, y la tribu celta de los helvecios, en julio de 58 a. C., terminando en una decisiva victoria de los primeros.

## Antecedentes
El sur de la Galia había estado bajo el dominio romano por siete décadas como la provincia de la Galia Narbonense, cuando César se convirtió en su procónsul (gobernador). El romano estaba interesado en expandir las fronteras de Roma para prestigio personal, por eso no perdió la oportunidad que le dio la emigración de los helvecios.
Estos últimos ocupaban el territorio de la Suiza actual, pero en 58 a. C. decidieron emigrar, presionados por los pueblos germánicos ubicados más allá del Rin y el Danubio, especialmente por la invasión de Ariovisto, y por la falta de tierras para toda su población. Tras prepararse por dos años quemaron sus 20 ciudades y 400 aldeas, convencieron a sus vecinos de unírseles e invitaron a los boyos a venir desde Nórico para ayudarlos y el 28 de marzo marcharon a las tierras de los sántonos, ubicadas al sudoeste de la Galia, en Aquitania.
Pero el camino escogido tendría que pasar por territorio romano donde vivían los alóbroges. Los helvéticos solicitaron permiso para cruzar, esperando por dos semanas al orillas del Ródano frente a Génava, donde César había llegado a marchas forzadas con sólo una legión (probablemente la IX) e hizo derribar el puente local. César temía que saquearan su provincia si los dejaba pasar y su respuesta fue negativa, de hecho, aprovechó el tiempo para construir un gran muro de 19 millas romanas (28 km) de largo y 16 pies (4,7 m) de alto con una trinchera a lo largo de las orillas del río, más varios puntos fortificados donde acampó a las tropas. Los helvecios quisieron forzar el cruce pero fueron rechazados sus numerosos ataques, la mayoría nocturnos. Por esto, los emigrantes pidieron permiso a los sécuanos para pasar, quienes aceptaron tras la intercesión del eduo Dúmnorix. Hubo un intercambio de rehenes, los helvecios para garantizar que no saquearían a su paso y los sécuanos para jurar que no bloquearían el paso.
Tras dejar las tropas en Vesontio a cargo del legado Tito Labieno, César viajó a la Galia Cisalpina, otra provincia romana, y tomó las tres legiones acampadas en Aquileya (VII, VIII y X) y reclutó dos nuevas legiones (XI y XII) antes de volver a la Narbonense a marchas forzadas, enfrentándose en escaramuzas con las tribus alpinas hostiles. Finalmente recibió la solicitud de ayuda que esperaba para poder inmiscuirse de forma legal e irreprochable para el Senado romano cuando los eduos, aliados de los romanos, pidieron su intervención militar porque los helvéticos estaban saqueando su territorio. Además, César temía que terminaran atacando Tolosa, a la que se aproximaban peligrosamente.
Por eso avanzó hacia el río Arar, frontera entre eduos y sécuanos donde tres cuartos de los migrantes ya habían cruzado según informes de sus exploradores, quedando en la otra orilla sólo 30 000 tigurinos que eran la retaguardia y estaban cargados por el bagaje. Los celtas estaban agotados por la marcha y ayudar a sus compañeros en el cruce y como la corriente era fuerte, decidieron acampar para cruzar al día siguiente. Tres legiones se adelantaron y cayeron sobre los tigurinos durante la noche, masacrándolos cuando estaban indefensos, forzando a los sobrevivientes a huir a los bosques dispersos. Es posible que murieran unos 10 000 celtas mientras desde la otra orilla sus compañeros sólo podían mirar.
No está claro si fue César o Labieno quien lideró la vanguardia; el procónsul no tenía problemas en reconocer los éxitos de sus subordinados, pero es posible que asumiera ese éxito como propio para no tener que homenajear a un legado que durante la posterior guerra civil había desertado de su bando.
Después César construyó un puente sobre el río, una vez terminado recibió una embajada de los helvéticos pero no se llegó a acuerdo, debiendo César perseguirlos por territorio eduo. Después hubo una serie de escaramuzas, destacando una victoria de 500 jinetes helvecios sobre 4000 pares eduos en Cavillono.
El mismo día, los exploradores de César le informaron que los emigrantes acampaban al pie de una colina a 8 millas del campamento romano. Envió hombres para averiguar por dónde subirla. Después de que le dijeran que era fácil de escalar, durante la noche envió a Labieno con dos legiones veteranas a subirla. Poco después salió con el resto del ejército, la caballería en vanguardia, siguiendo el mismo camino que los helvecios recorrieron. Cuando César estaba a milla y media del enemigo sin ver señales de Labieno en la cima, los prisioneros capturados por sus jinetes le informaron que los celtas estaban en la colina. El procónsul hace marchar a sus tropas en formación de batalla creyendo que Labieno ha desobedecido sus órdenes de no enfrentarse a los helvecios hasta que él llegara. César aguardó en las cercanías hasta saber de Labieno, y fue muy entrada la tarde cuando sus exploradores le dijeron que eran romanos los que ocupaban la colina, no celtas. Su lugarteniente lo había obedecido y estaba bien oculto ahí, pero el enemigo ya había iniciado la marcha y debió conformarse con seguirlo a distancia.
César estaba a apenas 27 km de Bibracte, el oppidum (villa fortificada) más grande y rica de los eduos. Decidió cancelar momentáneamente la persecución de los helvéticos y dirigirse a la villa por suministros. Algunos aliados desertaron con Lucio Emilio, decurión de la caballería gala, y los helvecios interpretaron esto como una señal de debilidad por la derrota de Cavillono y para evitar que los romanos se aprovisionasen atacaron su retaguardia.

## Fuerzas enfrentadas

### Helvecios

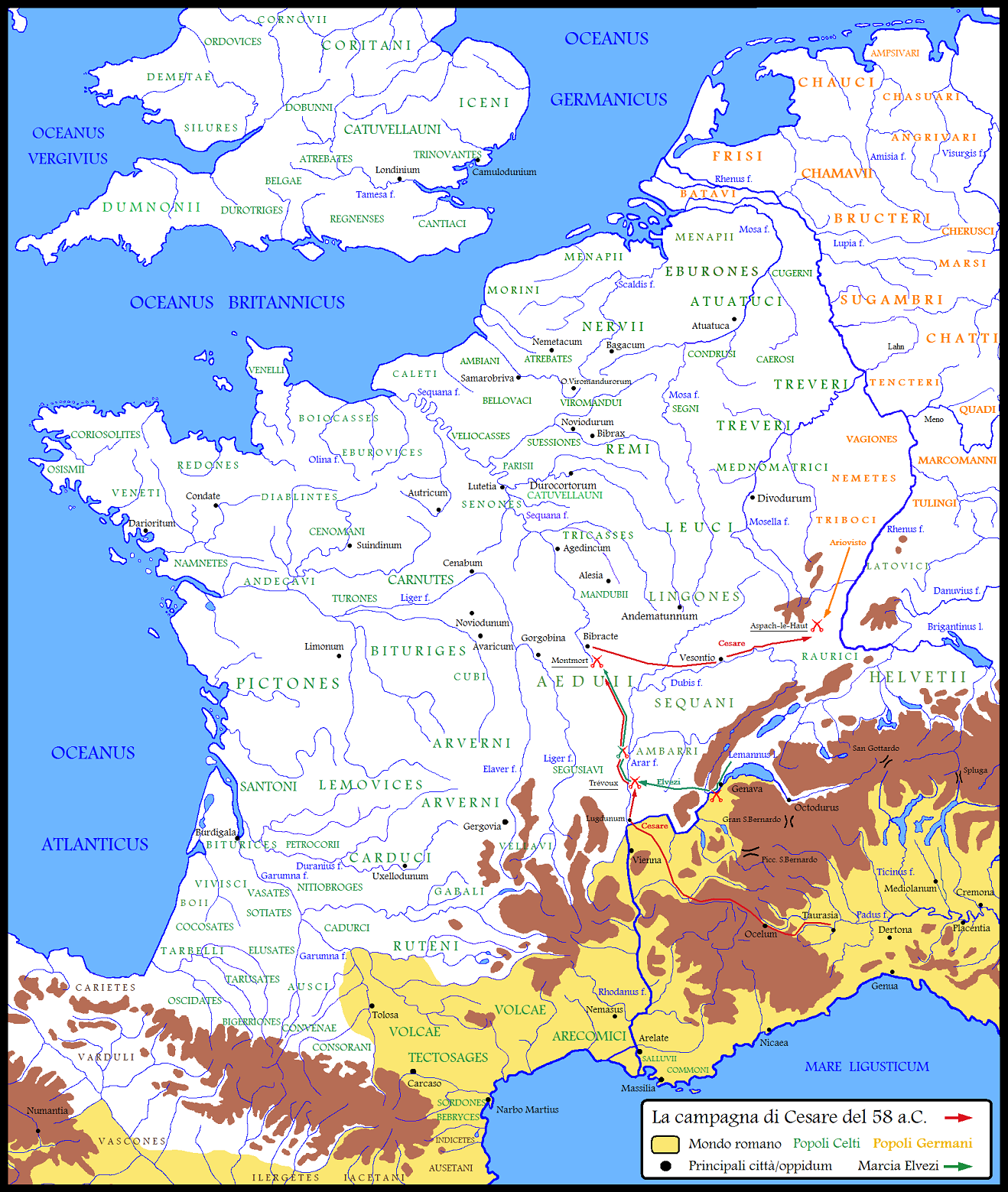
Campaña de César en 58 a. C. En amarillo el territorio romano. Los nombres de las tribus celtas están en verde, en naranja los de las germánicas y en púrpura los de las aquitanas.

Según César, los migrantes sumaban 263 000 helvecios, 36 000 tulingos, 14 000 latobrigos, 23 000 rauracos y 32 000 boyos, unos 368 000 celtas en total. De estos, 92 000 eran guerreros. Plutarco esta casi de acuerdo, habla de 300 000 migrantes, de los que 190 000 podían luchar. Estrabón aumenta el número: 400 000 celtas. Apiano dice que eran 200 000 helvecios y tigurinos. Paulo Orosio rebaja la cifra a 157 000 celtas en total, probablemente basado en los informes de Gayo Asinio Polión. Polieno reduce aún más, sólo 80 000 galos, de los que un cuarto eran guerreros (antes de la derrota de los tigurinos). Los historiadores modernos consideran imposibles las cifras aportadas por los antiguos. El historiador alemán Karl Julius Beloch compara las fuentes con sus estimaciones sobre la densidad de población que pudo haber en los territorios helvecios, en un área de 18 000 a 25 000 km², estima una media de 10 habitantes por km², lo que le lleva aceptar como cierto el número de celtas supervivientes a la campaña, 110 000. Concluye que las bajas debieron ser de 40 000, totalizando unos 150 000 helvecios y aliados al comienzo de la migración. Esto es similar a su compatriota, Andres Furger-Gunti, quien habla de 160 000, de los que un cuarto serían guerreros.
En cambio, su colega y compatriota, Hans Delbrück, sostiene que una masa humana como la mencionada por César habría requerido 6000 carromatos para las familias y otros 2500 para el bagaje, esa columna jamás se hubiera movido a la velocidad que da a entender César y habría tenido 130 km de largo, algo imposible para la época: «El censo de César, como Heródoto sobre el ejército de Jerjes, no debe reducirse sino simplemente descartarse». Él creía que los bárbaros eran mejores guerreros que los civilizados greco-romanos, por lo que tiende a atribuir las victorias de César a una supuesta superioridad numérica, disminuyendo el número de combatientes bárbaros y exagerando el de romanos. Si el procónsul dice que los helvecios lo triplicaban en número, Delbrück cree que en realidad eran los romanos quienes triplicaban a los celtas. La única cifra que reconoce como válida es de Estrabón, quien dice que sólo 8000 helvecios sobrevivieron a la guerra. Calcula que los celtas bien pudieron ser un 50% más originalmente, es decir, en batalla eran al menos 12 000 y que la columna no debía pasar más de 20 000 personas en total. Esto choca con los estudios de historiadores más modernos, quienes consideran que en la Antigüedad, por cada hombre adulto había cuatro o hasta cinco mujeres, niños y ancianos de promedio.
Otro historiador alemán del período, Max Eichheim, es tajante al señalar que los números aportados por César son imposibles, simplemente no tenía los efectivos como para detener una horda tan grande. Confía más en Polieno, aunque lo sigue considerando muy alto. Cree que Estrabón estaba en lo correcto, pero no eran 400 000 sino 40 000 y la cifra dada se debe a un error tipográfico al copiarse su Geografía una y otra vez a lo largo de los siglos. En cuanto a los 8000 supervivientes, Eichheim cree que se refiere a los guerreros que lograron volver a su hogar. También que Estrabón debió basarse en los informes más confiables de la época y desconfía de toda obra posterior, pues la considera contaminada con la propaganda de César.
Delbrück era un hombre del siglo XIX. Durante las guerras napoleónicas o la guerra civil estadounidense, la mejora en las armas de fuego volvió inútiles las antiguas protecciones corporales y toda batalla se hizo muy costosa en vidas. Tanto vencedores como vencidos tenían bajas similares, así que la superioridad numérica se volvió imprescindible para reemplazar a los caídos mejor que el adversario y ganar una campaña. La mayoría de los estudiosos actuales rechazan el escepticismo radical de Delbrück y dan un poco de credibilidad a las cifras de las crónicas. Especialmente, porque en tiempos recientes se ha demostrado empíricamente que pequeños pero altamente profesionales ejércitos pueden derrotar en guerras convencionales a masas mal preparadas, como en el conflicto árabe-israelí. El estadounidense Bill Yenne sostiene que si César afirma que la reserva helvecia se componía de 15 000 guerreros, el resto de su falange no podía ser más del doble de ese número. En total unos 45 000, concordando con la estimación de Matthew Bunson. Los historiadores Peter Wilcox & Duncan B. Campbell elevan los números a 70 000.
César menciona también el caso de un tal Orgétorix, un noble y rico helvecio, que en el año 61 a. C., fue acusado de conspirar con nobles sécuanos y eduos de querer derrocar al senado de su tribu y dividirse el poder en la Galia. El día que debía ser juzgado se presentó acompañado de 10 000 vasallos, hombres de su clan, que el historiador inglés Adrian Goldsworthy cree que equivalían a un octavo de los guerreros de su tribu.

### Romanos
El mismo procónsul afirma contar con 6 legiones y 4000 jinetes aportados por los eduos. Apiano es el único historiador antiguo que dice algo sobre los auxiliares, habrían sido unos 20 000. Delbrück sostiene que el ejército de César se componía de unos 30 000 legionarios, pues durante la campaña es improbable que las legiones estuvieran completas. Más infantes auxiliares y jinetes alcanzarían los 40 000. Wilcox y Campbell creen que el número de legionarios debió ser de 25 000 a 30 000. Yenne cree que la primera línea romana estaba formada por más de 20 000 efectivos apoyados por 4000 jinetes, y su reserva se componía de 10 000 reclutas inexpertos; Eichheim concuerda con él. Lanning dice que 20 000 era el total de legionarios romanos, veteranos y novatos. Bunson afirma que los romanos eran 30 000 legionarios apoyados por 2000 auxiliares y 4000 jinetes eduos.

## Batalla

### Primera fase
Cuando se dio cuenta de que lo estaban persiguiendo, César desplegó sus tropas en una colina cercana mientras enviaba a la caballería aliada a distraer al enemigo. En primera línea, en la ladera, dispuso a las cuatro legiones de veteranos (VII, VIII, IX y X) en tres líneas (triplex acies) mientras que las recién reclutadas (XI y XII) quedaron en reserva en la cima con los auxiliares, más atrás, en un campamento fortificado estaba el bagaje. Los helvecios, que habían seguido a las legiones con todos sus carros, los concentraron en un solo lugar en la planicie y formaron filas cerradas para rechazar a los jinetes eduos y después formaron una falange.
Los legionarios arrojaron sus pila (jabalinas) desde lo alto sobre la falange helvética y después de desordenarla, avanzaron con sus gladios desenvainadas. Los pilum hicieron estragos en las densas filas celtas y al impactar en los escudos se doblaban, obligando a los celtas a abandonarlos. Finalmente, los romanos los hicieron retroceder y retirarse a una segunda colina cercana.

### Segunda fase
Los helvecios se habían retirado a la otra colina cuando vieron la llegada de 15 000 boyos y tulingos que iban en su retaguardia. Estos últimos cargaron contra el ala derecha romana intentando rodear a las líneas romanas, reanimando a los helvecios que contraatacaron. César ordenó a la primera y segunda línea de sus veteranos encarar a los helvéticos y a la tercera hacer retroceder a los recién llegados.

### Tercera fase
A pesar de luchar en dos frentes, los romanos lograron hacer retroceder a los impetuosos helvéticos. Parte de los migrantes volvió a la segunda colina, identificable con la actual Armecy, mientras que otros se retiraron donde sus carros y bagajes, con los que habían formado una barricada desde donde resistieron hasta altas horas de la noche lanzando dardos a los romanos desde su elevada posición. Sin embargo, los legionarios se apoderaron del campamento masacrando a los defensores y sus familias. Durante toda esa retirada la caballería edua persiguió sin piedad a los vencidos. Aprovechando la oscuridad, 130 000 sobrevivientes huyeron con los lingones.
Después de enterrar a sus muertos y atender a sus heridos, envió a embajadores a los lingones para convencerlos de no ayuda a los helvecios o los consideraría enemigos de Roma. Después de tres días empezó a seguir a los vencidos con todo su ejército. Perdidas todas sus posesiones, los helvéticos enviaron a César embajadores para negociar su rendición.

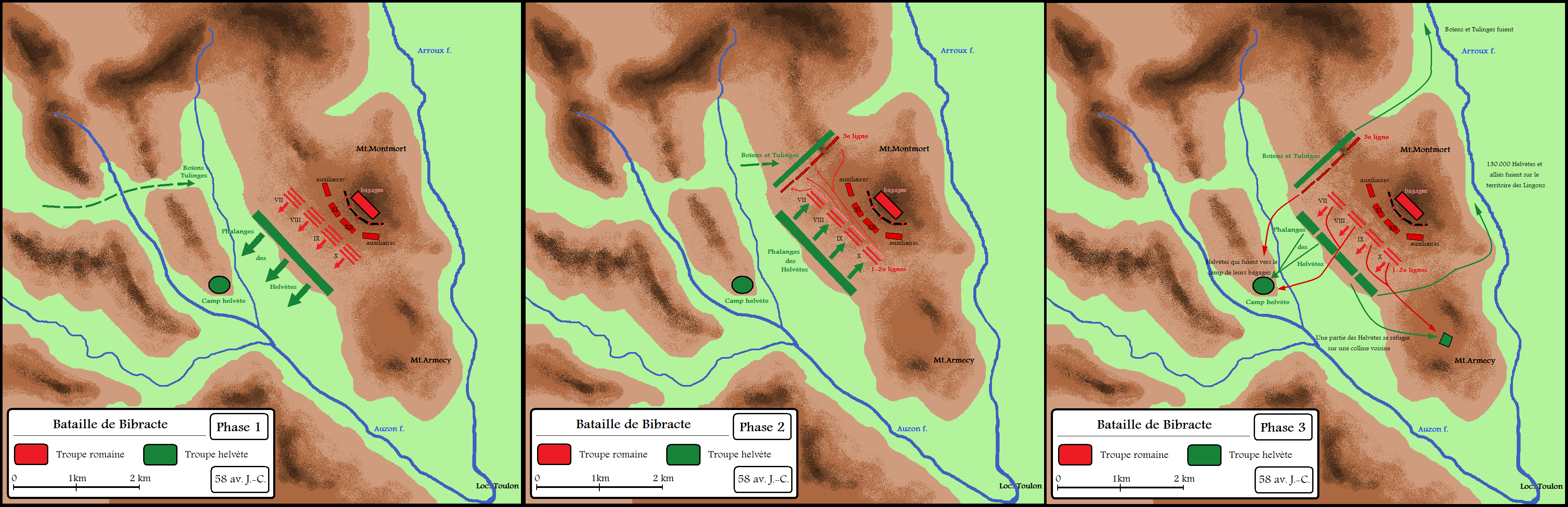
Mapa de las tres fases de la batalla.

Se sabe que 6000 guerreros del clan helvecio de los verbigenes intentaron huir por su cuenta hacia el Rin. Fueron cazados y ejecutados sin piedad por los aliados de Roma.

## Consecuencias
César aceptó la capitulación helvética a condición de entregar rehenes, armas, esclavos romanos fugitivos y volver a sus tierras junto a los tulingos y latobrigos, ordenando a los alóbroges entregarles el trigo suficiente para el viaje. Así impediría que las tierras abandonadas fueran ocupadas por los germánicos y amenazar la Narbonense y a los alóbroges. El procónsul aceptó la petición de los eduos de admitir en sus tierras a los valerosos boyos, recibiendo de los eduos tierras para cultivar y quedando bajo sus mismas leyes.
Según el procónsul, solamente 110 000 helvéticos sobrevivieron y volvieron a sus hogares, mientras que Estrabón afirma que apenas 8000 sobrevivieron y Plutarco 100 000. En cambio, Orosio dice que los celtas sufrieron 47 000 muertes.
Fue la primera batalla en que César innovó el orden de batalla tradicional de las legiones. Estas combatían con sus cohortes organizadas en tres líneas, lo tradicional, pero el procónsul las organizaba en dos, tres y hasta cuatro filas según la ocasión. No habría nuevas modificaciones en ese sentido hasta el Bajo Imperio romano, cuando se pase a luchar en dos filas de cinco cohortes cada una.

### Clásicas
- Apiano. Sobre la Galia. Libro IV de su Historia romana. Sobreviven algunos fragmentos digitalizados en Livius, basados en griego antiguo-inglés por Horace White, tomo II de la versión de la Loeb Classical Library & Harvard University Press, 1913. También véase versión de Perseus basada en traducción al inglés Horace White, Nueva York, The MacMillan Cia., 1899.
- Cayo Julio César. Comentarios sobre la guerra de las Galias. Traducción latín-inglés por W. A. McDevitte & W. S. Bohn. 1ª edición. Nueva York: Harper & Brothers, 1869. Harper's New Classical Library. Digitalizado el Libro I en Perseus. Versión en latín en The Latin Library.
- Dion Casio. Historia Romana. Libro 38 digitalizado en UChicago. Basado en traducción griego antiguo-inglés por Earnest Cary, tomo III, Harvard University Press & Loeb Classical Library, 1914.
- Estrabón. Geografía. Libro IV digitalizado en Perseus. Basado en traducción griego antiguo-inglés y notas por ans Claude Hamilton & William Falconer, Londres, George Bell & Sons. 1903. Véase también versión de UChicago basada en traducción al inglés por H. L. Jones, Harvard University Press, tomo III, 1923.
- Mestrio Plutarco. Vida de César. Volumen V de Vidas paralelas. Digitalizado en Perseus. Basado en la obra de 1920, editada por William Heinemann. Traducción latín-inglés por Bernadotte Perrin, Harvard University Press. En español en Imperium.
- Paulo Orosio. Historia contra los paganos. Traducción latín-inglés, introducción y notas por A. T. Fear, 2010, Liverpool University Press. ISBN 9781846312397. Véase Libro 6. Versión en latín de Attalus, basada en edición de Karl Friedrich Wilhelm Zangemeister, 1889, Viena, corregida por Max Bänziger.
- Polieno. Estratagemas. Libro VIII. Digitalizado en web Attalus. Basado en la traducción del griego antiguo-inglés por Richard Shepherd, 1793, Londres, editado por George Nicol.

### Historiografía
- Bunson, Matthew (2009). Encyclopedia of the Roman Empire. Infobase Publishing. ISBN 9781438110271.
- Delbrück, Hans (1900). Geschichte der Kriegskunst im Rahmen der politischen Geschichte. Berlín: G. Stilke. Editado por Emil Daniels & Otto Halutz. Digitalizado en Zeno.
- Diccionario Histórico de Suiza.
- Eichheim, Max (1866). Die Kämpfe der Helvetier, Sueben u. Belgier gegen C. Julius Cäsar. Neue Schlaglichter auf alte Geschichten. Ratisbona: Bössenecker.
- Furger-Gunti, Andres (1984). Die Helvetier: Kulturgeschichte eines Keltenvolkes. Zürich: Neue Zürcher Zeitung. ISBN 3-85823-071-5
- Goldsworthy, Adrian Keith (2006). Caesar: Life of a Colossus. New Haven: Yale University Press. ISBN 9780300120486.
- Goldsworthy, Adrian Keith (2007). César, la biografía definitiva. Madrid: La Esfera de los libros, S.L. Traducción inglés-español por Teresa Martín Lorenzo. ISBN 978-84-9734-658-0.
- Goldsworthy, Adrian Keith (2009). The Fall of the West: The Slow Death of the Roman Superpower. Orion Publishing Group. ISBN 9780297845638.
- Lanning, Michael Lee (2003). The Battle 100: The Stories Behind History's Most Influential Battles. Sourcebooks, Inc. ISBN 1-57071-799-0.
- Sabin, Philip (2015). Lost Battles: Reconstructing the Great Clashes of the Ancient World. Bloomsbury Publishing. ISBN 9780826475176.
- Wilcox, Peter & Duncan B. Campbell (2011). La Guerra de las Galias. Barcelona: Osprey Publishing. Traducción inglés-español por Isabel Galera Ibáñez. ISBN 978-84-473-7335-2.
- Yenne, Bill (2015). Julius Caesar: Lessons in Leadership from the Great Conqueror. St. Martin's Press. Prefacio de Wesley K. Clark. ISBN 9781137013293.